# École de gendarmerie de Chaumont

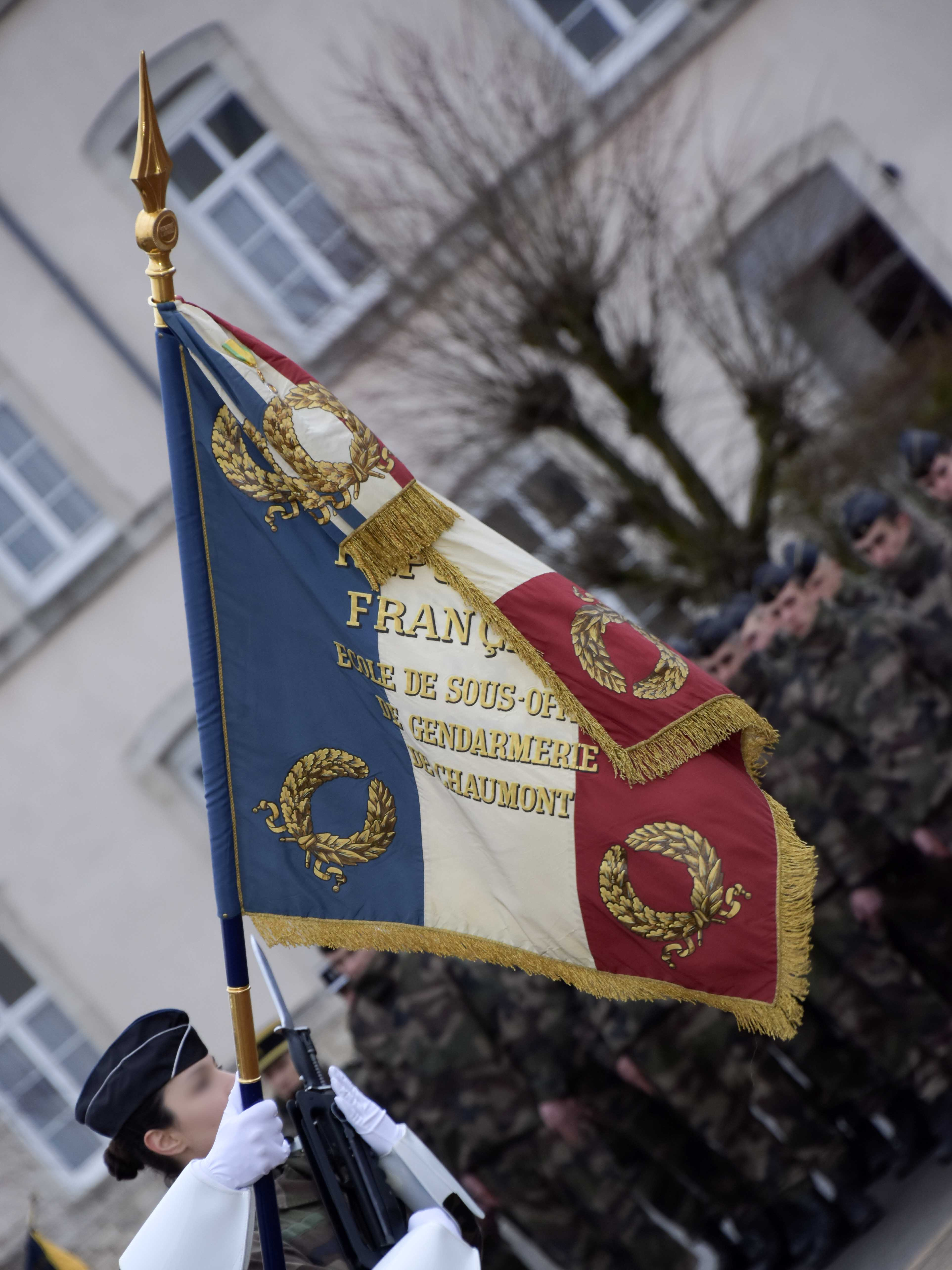
Drapeau de l'École de Gendarmerie de Chaumont

 (septembre 2018).
L'école de la gendarmerie de Chaumont est une école placée sous l'autorité du Commandement des écoles de la Gendarmerie nationale.
Créée en 1945 par la circulaire ministérielle n°30403 GEND/T du 9 juin 1945, elle est l'école la plus ancienne des écoles de formation initiale des sous-officiers de gendarmerie.
Elle fait partie des écoles de formation initiale des gendarmes adjoints volontaires et des sous-officiers de la gendarmerie nationale avec Montluçon, Fontainebleau, Tulle, Châteaulin, Rochefort et Dijon.

## Historique
Avant sa création, l'instruction des nouveaux gendarmes était assurée au sein de la 12e compagnie de la 3e légion de la garde républicaine mobile de gendarmerie créée en 1928. Initialement, l'école de gendarmerie de Chaumont a été installée, en 1945, au sein du quartier Foch ; cette école préparatoire de gendarmerie (EPG) fut transférée, le 1er janvier 1949, à son emplacement actuel, au quartier Damrémont. L'école est rebaptisée école de sous-officiers de gendarmerie (ESOG) le 1er octobre 1984, avant de prendre l'appellation d'école de gendarmerie en 1997. En 2002, elle se voit concéder la Médaille militaire par le président de la République.
- De 1997 à 2001, l'école a formé des élèves du Corps de soutien technique et administratif de la gendarmerie nationale (CSTAGN), aujourd'hui implanté sur le site de Rochefort

- Depuis 1999, l'école est ouverte aux élèves féminins.

- Depuis 2008, l'école forme des gendarmes adjoints volontaires (GAV).

## Situation géographique
L'école est située dans la caserne Damrémont à Chaumont dans la Haute-Marne sur un espace de 13,1 hectares. Elle dispose également d'un stand de tir appelé "Buxereuilles" et d'un terrain d'exercice appelé La Vendue, d'une superficie de 68 hectares et situé au sud de la ville de Chaumont.

## Caserne Damrémont

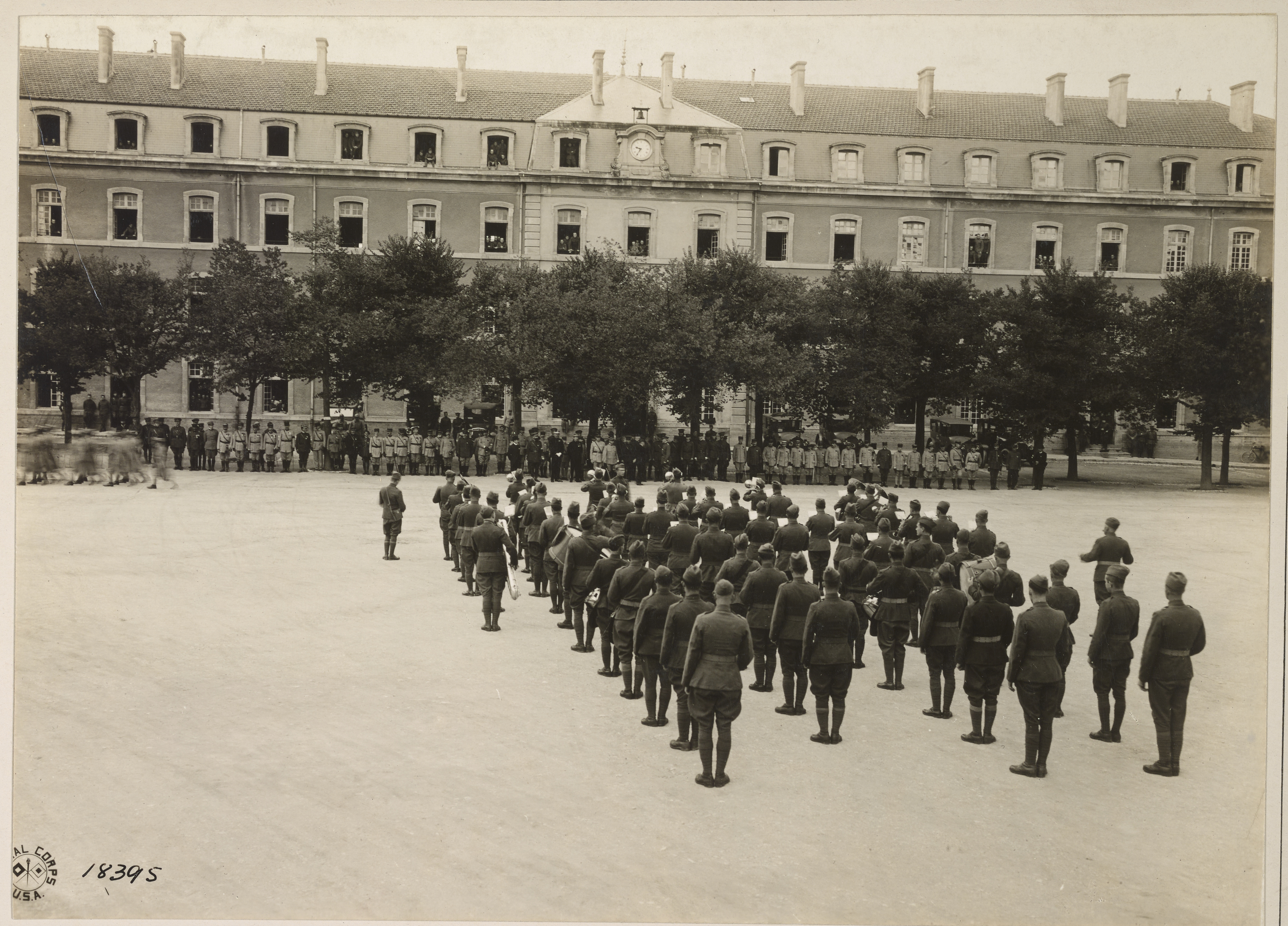
La caserne alors quartier général de l'AEF.

La caserne Damrémont, dont la construction a été achevée en 1880, a d'abord abrité le 109e régiment d'infanterie jusqu'en 1917. Pour un temps, elle devient également le siège du grand quartier général du général Pershing, commandant du corps expéditionnaire américain en France.
Après 1919, elle redevient le dépôt du 109e RI en occupation dans la Ruhr, jusqu'à sa dissolution en 1923. Dès 1927, un régiment de tirailleurs coloniaux occupe la caserne, avant d'être remplacé par une partie du 21e régiment d'infanterie jusqu'au début des hostilités, en 1939.
À la suite de l'occupation allemande, la caserne est restée à peu près déserte, jusqu'à l'installation de l'école préparatoire de gendarmerie le 1er janvier 1949.
De 1993 à 1996, l'école a connu un plan important de réhabilitation et de construction. L'ensemble du casernement (hébergement des élèves, cercle mixte, locaux des services techniques et administratifs) a été revu, changeant complètement l'aspect de la caserne.
Concernant les installations pédagogiques, l'école dispose : d'un amphithéâtre de 450 places; 22 salles de cours; 8 salles informatiques; une salle de simulation tactique; 2 stands de tir légers; un stand de tir lourd d'une distance de 200 mètres; un parcours du combattant; un terrain d'exercice (la Vendue); des habitations factices; une plateforme d'intervention professionnelle; une brigade numérique reprenant les caractéristiques d'une vraie brigade (accueil, bureaux, cellules) mais qui est également composée d'une salle d'informatique et de plusieurs box pour simuler des auditions; deux terrain de tennis; un gymnase; une salle de musculation ainsi qu'un dojo.
| Le Gymnase        | Le parcours du combattant    | Stand de tir au pistolet             |
| ----------------- | ---------------------------- | ------------------------------------ |
|                   |                              |                                      |
| Brigade numérique | Salle de simulation tactique | Stand d'intervention professionnelle |
|                   |                              |                                      |

## Organisation et administration

### Admission
- L'admission pour la formation de sous-officier se fait sur concours comportant des épreuves écrites, orales et physiques. En cas de réussite du concours, le choix de l'école n'est pas possible, le lauréat sera affecté à l'une des 5 écoles de gendarmerie dont Chaumont, Tulle, Chateaulin, Montluçon et Dijon.
- L'admission pour la formation de gendarme adjoint volontaire se fait sur concours comportant une épreuve orale puis écrite. Comme pour les sous-officiers, le choix de l'école, en cas de réussite au concours, l'incorporation se fait dans l'une des écoles de gendarmerie (sans choix possible du participant) parmi Tulle (Corrèze), Camp de Beynes (Yvelines) Rattaché à l'école de Fontainebleau, Montluçon (Allier), Chaumont (Haute-Marne), Châteaulin (Finistère), Rochefort (Charente-Maritime), Fontainebleau (Seine-et-Marne)[2] et Dijon (Côte-d'Or)

### Coût des études
- La formation initiale du gendarme est rémunérée à près de 1 600 euros nets par mois environ, tout au long des 8 mois de formation en école, depuis l’augmentation de l’indice des agents de la fonction publique, le 28 juin 2022[3]
- Avec son statut militaire, l'élève gendarme obtient une réduction sur tous les transports ferroviaires de la SNCF de 75 % lui permettant de faciliter ses déplacements. Il peut également demander une carte SNCF famille permettant au conjoint ou à la conjointe ainsi qu’aux enfants du militaire de bénéficier de tarifs préférentiels. De plus, l'élève gendarme est logé gratuitement par l'école durant toute sa formation et sera logé sur place dans ses futures unités d'affectation par nécessité absolue de service. Cependant, les frais d’alimentation au mess de l’école de gendarmerie sont à la charge de l’élève gendarme.

### Cours en ligne
- Les écoles de gendarmerie offrent la possibilité d'accéder à l'intégralité des cours en ligne. Il est donc possible aux élèves gendarmes de consulter l'intégralité des cours avant d'arriver en école. Cet accès est également maintenu durant toute la durée de la formation.
- L'école de gendarmerie de Chaumont offre en plus de cela une plateforme de révision pour ses élèves constituée de nombreuses vidéos explicatives afin de mieux comprendre des cours parfois très techniques.

### Les compagnies
|         | 1er                                       | 2e                                        | 3e                                                             | 4e                                                                       | 5e                                                                          | 6e                                                                   | 7e                                                 |
| ------- | ----------------------------------------- | ----------------------------------------- | -------------------------------------------------------------- | ------------------------------------------------------------------------ | --------------------------------------------------------------------------- | -------------------------------------------------------------------- | -------------------------------------------------- |
| Couleur | Bleu                                      | Rouge                                     | Jaune                                                          | Verte                                                                    | Grise                                                                       | Noir                                                                 | Orange                                             |
| Devise  | "Tous unis"                               | "Ne jamais subir"                         | "être et durer"                                                | "Si vis pacem, para militum"                                             | "De la meute nait la force"                                                 | "Vouloir c'est pouvoir"                                              | "Non Desistas, Non exiris"                         |
| Chants  | - Chant des marais - Les combats de Tu-lé | - La Strasbourgeoise - Les adieux suisses | - Ceux du Liban - Réveillez vous Picards - J'avais un camarade | - LE KYRIE DES GUEUX - Chant permanant - Loin de chez nous - Sarie Marès | - Serment de Koufra - Verdun on ne passe pas ! - Larme d'ivoire depuis 2023 | - [Le chant des partisans](depuis juin 2022)- Les élèves de la noire | - Élève Gendarme - La Cavalcade - Combat de demain |
| Symbole | La panthère                               | L'ours                                    | Le griffon / 2019 le poulpe                                    | Le sanglier                                                              | Le loup                                                                     | Le phénix                                                            | Le tigre                                           |

## Formations[4]
La gendarmerie assure la :
- formation initiale pour devenir sous-officiers de gendarmerie qui dure 1 an. Elle comprend une partie en école durant 9 mois et une partie en unité de 3 mois.
- formation initiale pour devenir gendarme adjoint volontaire (GAV), agent de police judiciaire adjoint (APJA) qui dure 13 semaines ;
- formation initiale pour devenir gendarme adjoint volontaire (GAV)-emploi particulier (EP) qui dure 6 semaines ;

## Effectif
L'école peut accueillir jusqu'à 7 compagnies d'instruction (125 élèves environ par compagnie, divisée en 3 pelotons), soit 875 élèves, encadrés par 115 personnels militaires permanents dont :
- 15 officiers ;
- 81 sous-officiers ;
- 19 sous-officiers CSTAGN ;
- 5 gendarmes adjoints volontaires d'encadrement ;
- 54 civils.

L'école a formé environ 55 000 élèves depuis sa création, dont 418 ont perdu la vie en service.